# Templo de millones de años de Seti I

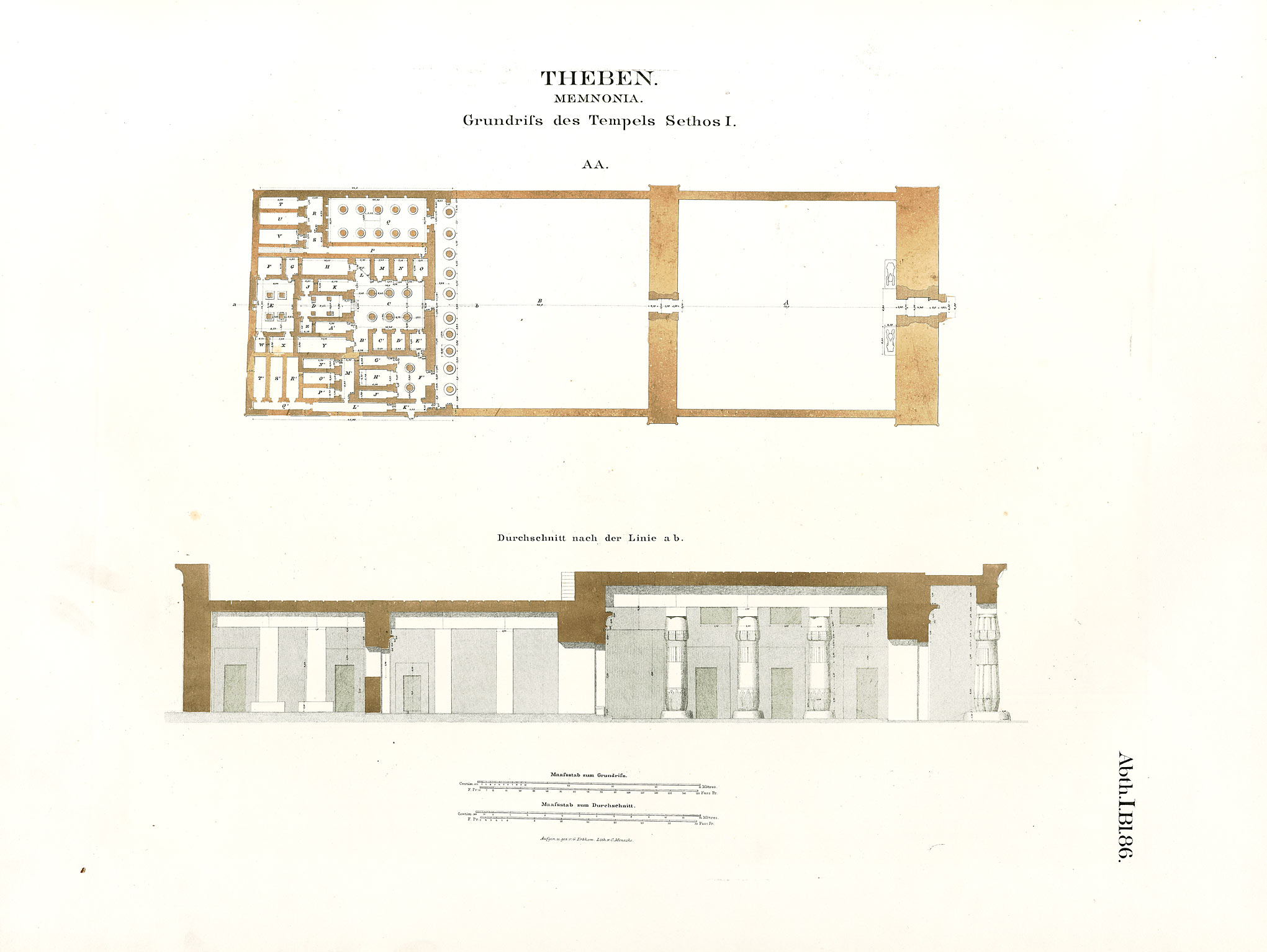
Planta y sección del templo.

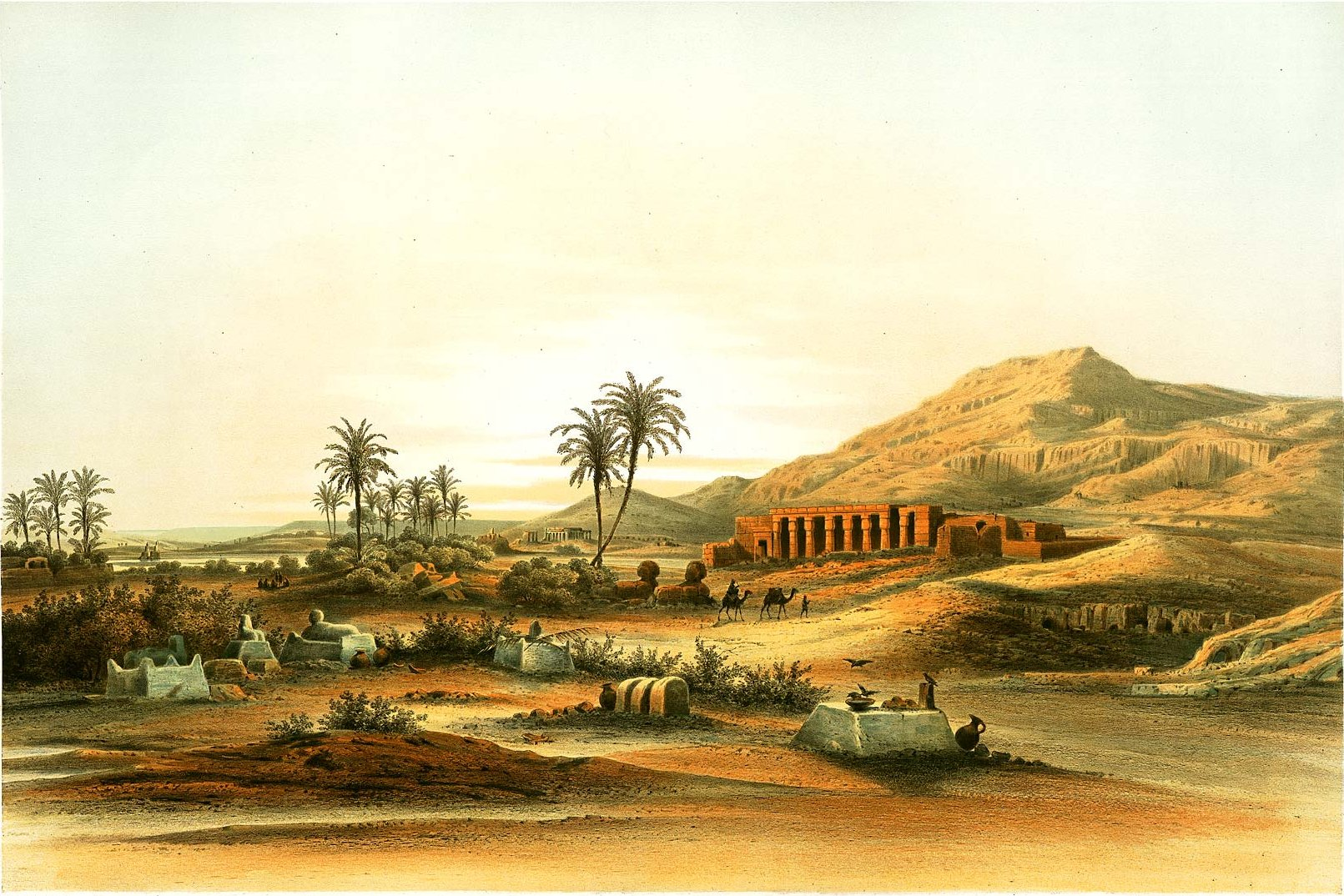
Visión del templo a mediados del.

El templo de millones de años de Seti I o simplemente Templo de Seti I es el templo funerario (o conmemorativo) del faraón Seti I situado en Gurna, en la necrópolis tebana, en la orilla oeste del Nilo. 
Los antiguos egipcios conocían la zona como "Hefet-her-nebes" («la que se encuentra delante de su señor», refiriéndose al hecho de que estaba justo enfrente del Templo de Amón en Karnak) y al templo lo denominaban el «glorioso de Menmaatra Sethy en el reino de Amón que reside en el occidente de Tebas» y los egipcios actuales templo de Qasr al-Rubaiq.
Su relación con el Templo de Amón en Karnak, situado en la orilla este del Nilo, era importante ceremonialmente pues durante la Bella fiesta del valle, las procesiones de barcas sagradas que salían de allí, atravesaban el río y posteriormente eran llevadas por canales acuáticos excavados hasta los templos de millones de años, deteniéndose en cada uno de ellos. Se empezaba precisamente por el de Seti I.

## Construcción
Seti I construyó este templo al final de su reinado y lo consagró a Amón-Ra y al culto de su padre, Ramsés I, que no tuvo tiempo de construir su propio templo conmemorativo, dedicándole una capilla, que no pudo ver terminada. Su hijo Ramsés II la terminaría incluyendo una falsa puerta para dar acceso al ka al otro mundo. Completaría además la típica triple estructura del templo, con un gran muro y dos pilonos de ladrillo que delimitarían dos patios abiertos.
En el primer patio se encontraba el palacio ritual del rey, una estructura que serviría de modelo para otros templos construidos posteriormente. Del lado norte de la sala hipóstila de 12 pilares, unas escaleras llevaban a la "ventana de las apariciones", desde donde el faraón, rodeado de escenas que mostraban su poder y majestad, podía observar las ceremonias y procesiones que se desarrollaran en el patio. En el caso de un rey difunto, se materializaría y participaría en las grandes fiestas en el salón del trono, donde estaba representado por su estatua.
En la parte final de la zona central del templo está situada la sala hipóstila, decorada con
seis columnas papiriformes fasciculadas y tres pequeñas capillas dedicadas a Amón, Mut y Jonsu. Existe una área dedicada al culto del rey y sus sucesores y otra dedicada al culto solar.
Las salas de la parte superior del templo están dedicadas a la "Bella fiesta del valle" y a Amón. Tres recintos servirían para los reposaderos de las barcas sagradas de Mut, Amón y Jonsu.